# Slave Republic
Slave Republic ist eine aus Düsseldorf stammende Band mit meist englischen Texten, die bisher drei Alben veröffentlichte und bei Accession Records unter Vertrag steht. Die Musik enthält Anleihen aus Synthpop und New Wave, wobei sowohl bei Live-Auftritten als auch bei Aufnahmen Gitarre und Bass zum Einsatz kommen.

## Bandgeschichte
Slave Republic wurde 2007 von Alexander Lengen und Alexander Knippel (Bühnennamen Alec Fu und Alex Alice) gegründet. Ihren Namen (Deutsch: „Sklavenrepublik“) wollen die Musiker eher unpolitisch verstanden wissen, jedoch kam ihnen die Inspiration dazu bei der Überlegung „in was für einer Zeit man lebt, wie viele Verpflichtungen man eigentlich so hat“. Nach der Veröffentlichung der Demoaufnahme Less of me (2009) auf Myspace wurden mehrere Label auf das Duo aufmerksam. Zuschlag erhielt das von Adrian Hates betriebene Label Accession Records, Contribe übernahm das Booking der Band.
2010 veröffentlichte die Band das in Zusammenarbeit mit Olaf Wollschläger produzierte Album Electric One  und begleitete die Gruppe DE/Vision auf eine erste Tour. Mehrere, teils internationale Festival Auftritte – unter anderem beim Wave-Gotik-Treffen und Synthetic Snow Festival, Moskau – und Konzerte folgten.
2013 erschien Quest for Love, aufgenommen wurde das Album im Maratone Music Studio, geführt von Florian Sikorski. Das Album erreichte die Top Ten der Deutschen Alternative Charts. Im Anschluss begleitete Slave Republic unter anderem die auf dem gleichen Label erscheinende Band Diorama auf einer Tournee durch Deutschland. Hier wurde erstmals Produzent und Musiker Daniel Myer als Live-Unterstützung in die Konzerte integriert, der bereits bei Aufnahmen der Band als Co-Produzent mitgewirkt hatte.
Vier Jahre nach Quest for Love erschien 2017 das bislang letzte Album Songs for Sinners. Dieses wurde hauptsächlich von der Band selbst und Daniel Myer produziert. Im gleichen Jahr spielten Slave Republic ihre bis dato letzte Tournee, gemeinsam mit Diary of Dreams.

## Diskografie

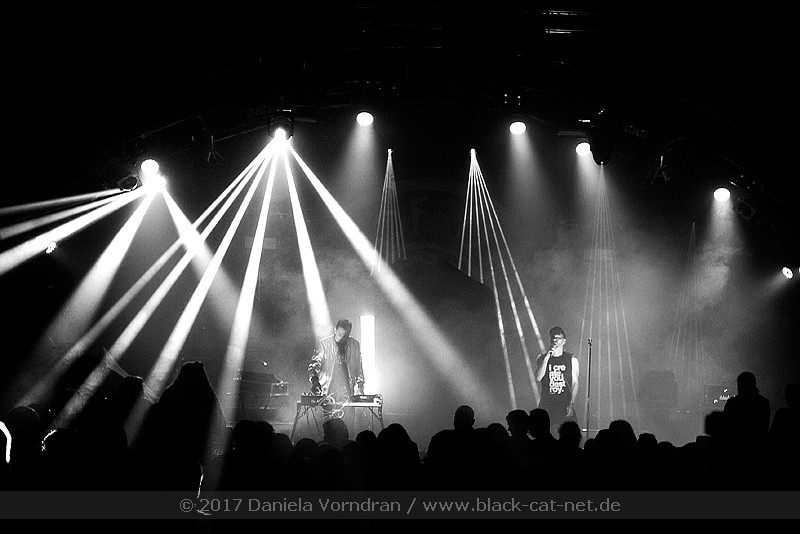
Slave Republic Live in Hamburg, 14. Oktober 2017

Alle Alben und Singles sind bei Accession Records erschienen.

### Alben
- 2010: Electric One

- 2013: Quest for Love

- 2017: Songs for Sinners

### Singles
- 2017: Sinner

### Remixe
- 2011: Into The Game by PSY'AVIAH feat. AYRIA (Slave Republic Remix)
- 2011: Plastic Heart (Slave Republic Remix) vom DE/Vision Album „Popgefahr – The Mix“